# Zebina striaticallosa
Zebina striaticallosa is een slakkensoort uit de familie van de Rissoidae. De wetenschappelijke naam van de soort is voor het eerst geldig gepubliceerd in 2011 door Faber.